# Принципальмаркт
Принципальмаркт (нем. Prinzipalmarkt) — историческая улица в городе Мюнстере (земля Северный Рейн-Вестфалия). Название улицы можно перевести как «Главный рынок». Уникальный образ улицы формируется благодаря череде аркад на первом этаже каждого здания по обеим сторонам улицы.
Во время опроса, который в 2006 году проводил второй канал немецкого телевидения, Принципальмаркт занял четвёртое место (нем.) среди самых популярных архитектурных достопримечательностей Германии. Улицу часто называют «гостиная» ( gute Stube) Мюнстера.

## История

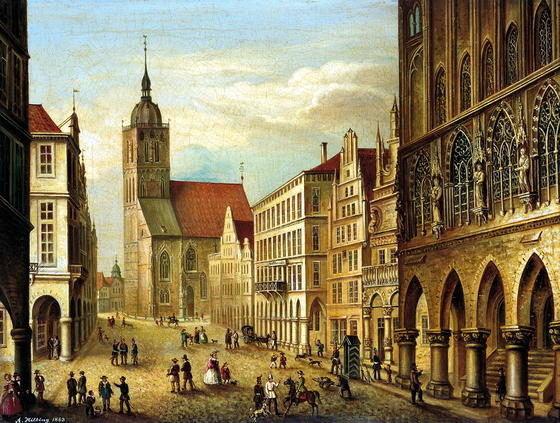
Принципальмаркт в 1863 году

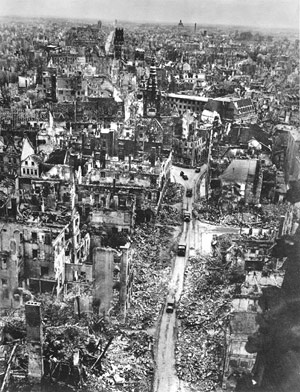
Принципальмаркт в 1945 году

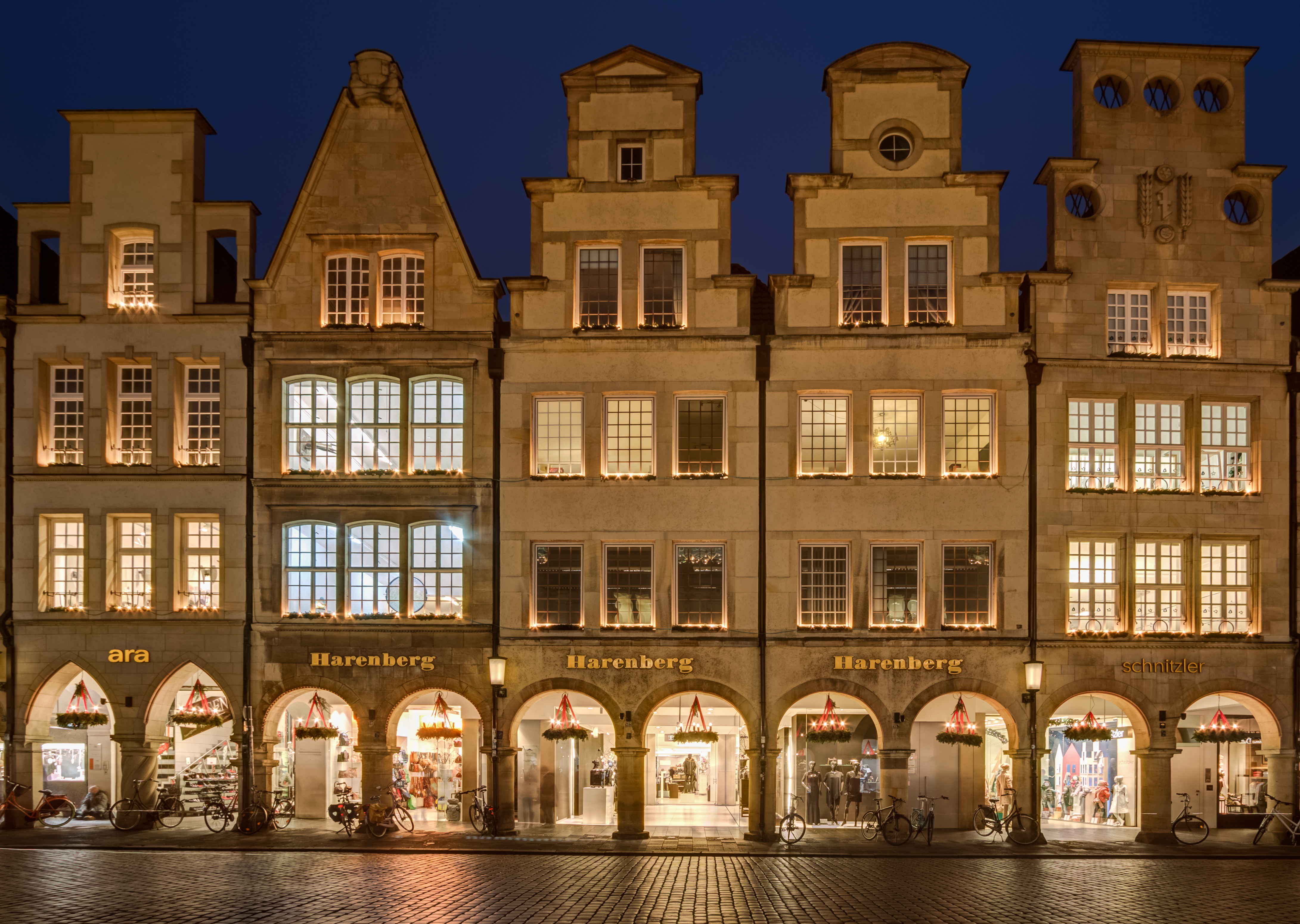
Принципальмаркт в 2014 году

Принципальмаркт под названием Marktstraße («Рыночная улица») известен с XII столетия. В конце XIII — начале XIV веков возникает современная застройка улицы, среди которой выделяется здание Мюнстерской ратуши. Примерно к 1500 году улица приобретает тот облик, который можно наблюдать и сегодня. Название Принципальмаркт улица получила только в начале XVII столетия.

В ходе второй мировой войны во время бомбардировок союзнической авиации практически все строения на Принципальмаркт были уничтожены. Так, например, 28 октября 1944 года несколько зажигательных бомб попало в Мюнстерскую ратушу, в результате чего здание полностью выгорело, а готический фронтон обрушился.

С 1947 года начинается восстановление улицы. Восстановление проводилось очень бережно, архитекторы старались максимально точно воспроизвести все довоенные строения, при этом по возможности старались избегать использования современных строительных материалов и технологий. 25 ноября 1954 года с Принципальмаркт были убраны трамвайные пути. К 1958 году строительные работы были в основном завершены.

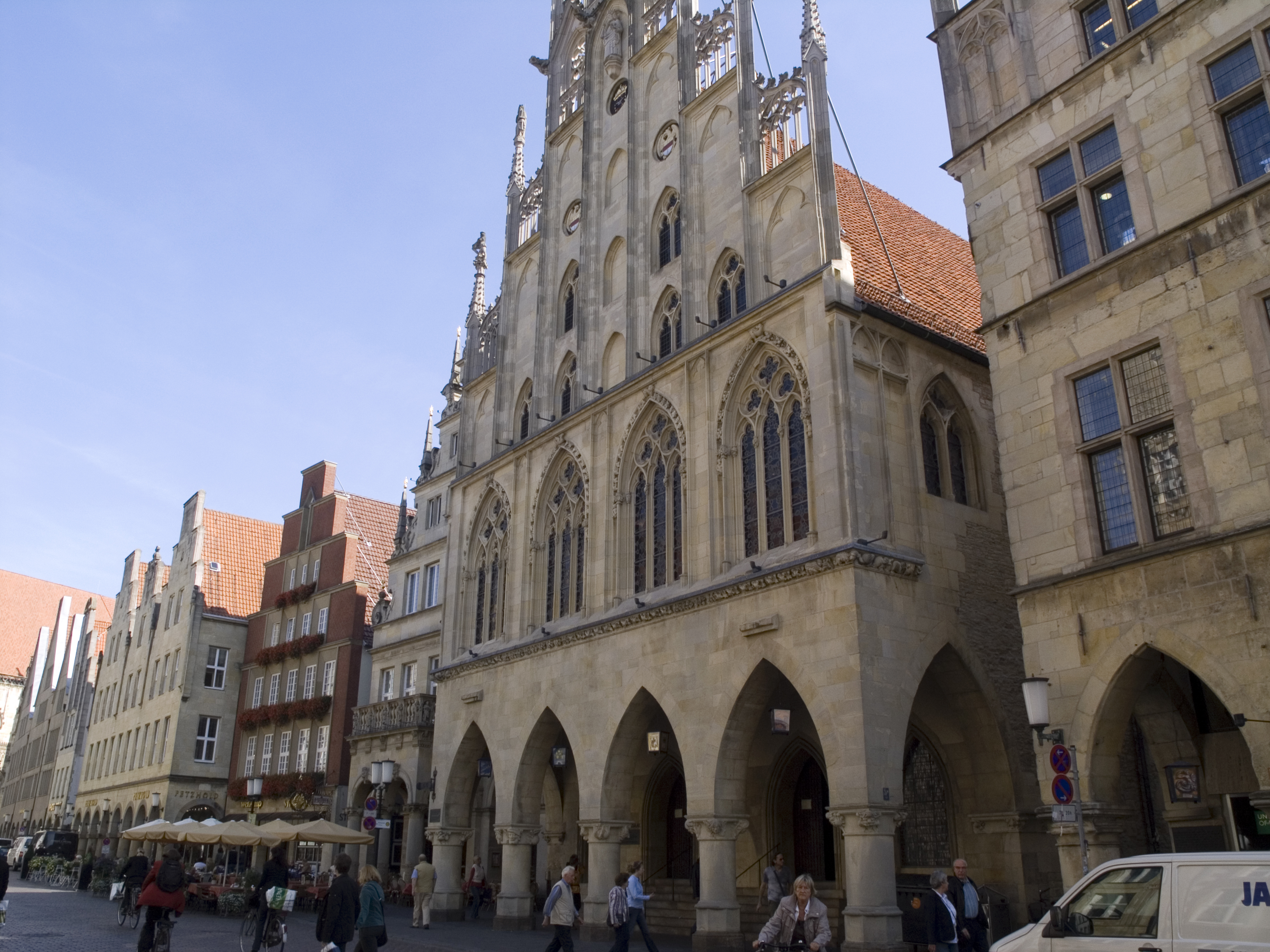
Старая ратуша

## Облик и особенности Принципальмаркт
Внешний вид Принципальмаркт определяют уникальные фронтоны зданий, имеющие аркады по всей длине и по обеим сторонам улицы. Их уникальность заключается в том, что по всей улице нет двух одинаковых фронтонов, при том, что все они выполнены в одном архитектурном ключе. Самые знаменитые здания на Принципальмаркт — это Мюнстерская ратуша, церковь Святого Ламберта и Ратушная башня.

Со средних веков нижние этажи зданий использовались в качестве торговых точек. Таким же образом они использовались вплоть до 2005 года, когда практически вся торговля была перенесена в новый торговый центр Münster Arkaden (нем.). Однако, из-за опасений, что упадок торговли приведёт к «вымиранию» исторической части города, как это произошло, например, в Оберхаузене после открытия торгового центра CentrO., было принято решение вернуть в аркады небольшие магазины и кафе.

Принципальмаркт — это нулевая точка отсчета для всех местных федеральных шоссе.